# Larry Clark
Lawrence Donald Clark, detto Larry (Tulsa, 19 gennaio 1943), è un fotografo e regista statunitense.

## Carriera
Fotografo fra i più influenti degli anni settanta e ottanta, fece le prime esperienze a seguito della madre, specializzata in ritratti infantili. Ha frequentato la Layton School of Art di Milwaukee, Wisconsin, e ha combattuto in Vietnam. 
Il suo primo libro di fotografie, Tulsa, pubblicato nel 1971, riproduce foto scattate in tre distinti periodi (1963, 1968, 1971) nell'ambiente dei giovani tossicomani di Tulsa, Oklahoma, viventi sul confine e spesso oltre il confine della legge, ambiente di cui Clark fu fino a tutti gli anni sessanta parte attiva (guadagnandone anche alcuni soggiorni in carcere, uno per tentato omicidio). In questo protratto diario-reportage, Clark si limitò a vivere la vita del gruppo (che negli otto anni degli scatti procede verso un progressivo annichilimento) senza interferire e senza mai separarsi dalla macchina fotografica, ragione per cui queste foto in bianco e nero, spesso crude - con immagini di uso di aghi ipodermici, atti di violenza, sesso esplicito - ma sempre visivamente calibratissime, hanno un senso di verità assente da imprese simili. Tulsa ha influenzato largamente non solo la fotografia americana, ma anche il cinema, venendo direttamente citato come ispirazione da registi come Martin Scorsese (Taxi Driver) e Gus Van Sant (Drugstore Cowboy).
I libri successivi, in cui Clark adopera anche il colore (Teenage Lust, 1983, A Perfect Childhood, 1992) dimostrano un'attenzione sempre più accentuata e, secondo alcuni, morbosa, verso la sessualità adolescenziale, resa esplicita del resto dall'attività di regista cinematografico intrapresa come attività prevalente dal 1995 (Kids, 1995, Another Day in Paradise, 1997, Bully, 2001, Teenage Caveman, 2002, Ken Park, 2002 - occasione di scandalo e tuttora non proiettato negli Stati Uniti -, Wassup Rockers, 2005, The Smell of Us, 2014).

## Filmografia

### Regista
- Chris Isaak: Solitary Man – cortometraggio (1993)
- Kids (1995)
- Public Service Announcement - TV Commercial for NCPC - cortometraggio (1995)
- Un altro giorno in paradiso (Another Day in Paradise) (1998)
- Bully (2001)
- Adolescente delle caverne (Teenage Caveman) – film TV (2002)
- Ken Park (2002)
- Wassup Rockers (2005)
- Destricted (2006) - registi vari
- Best of Chris Isaak (2006) Uscito in home video
- 42 One Dream Rush - cortometraggio (2010)
- Marfa Girl (2012)
- Jonathan - cortometraggio (2013)
- The Smell of Us (2014)
- Marfa Girl 2 (2018)
- A Day in a Life - cortometraggio (2021)

### Sceneggiatore
- Ken Park (2002)
- Wassup Rockers (2005)
- Marfa Girl (2012)
- The Smell of Us (2014)
- Marfa Girl 2 (2018)
- A Day in a Life - cortometraggio (2021)

### Attore
- Bully (2001) Non accreditato
- Adolescente delle caverne (Teenage Caveman) – film TV (2002) Non accreditato
- Ken Park (2002) Non accreditato
- The Smell of Us (2014)

### Produttore
- Un altro giorno in paradiso (1998)
- Wassup Rockers (2005)
- Jonathan - Cortometraggio (2013)
- The Smell of Us (2014)

## Riconoscimenti
- Festival del film poliziesco di Cognac
  - 1999 – Grand Prix per Un altro giorno in paradiso
- Festival del cinema di Stoccolma
  - 2001 – Cavallo di bronzo per Bully
- Oldenburg Film Festival
  - 2003 – German Independence Award alla carriera
- Festival internazionale del film di Roma
  - 2012 – Marc'Aurelio d'Oro per il miglior film per Marfa Girl
- Chéries-Chéris
  - 2014 – Grand Prix per The Smell of Us